# Drassyllus creolus
Drassyllus creolus är en spindelart som beskrevs av Chamberlin och Willis J. Gertsch 1940. Drassyllus creolus ingår i släktet Drassyllus och familjen plattbuksspindlar. Inga underarter finns listade i Catalogue of Life.